# Турнюр

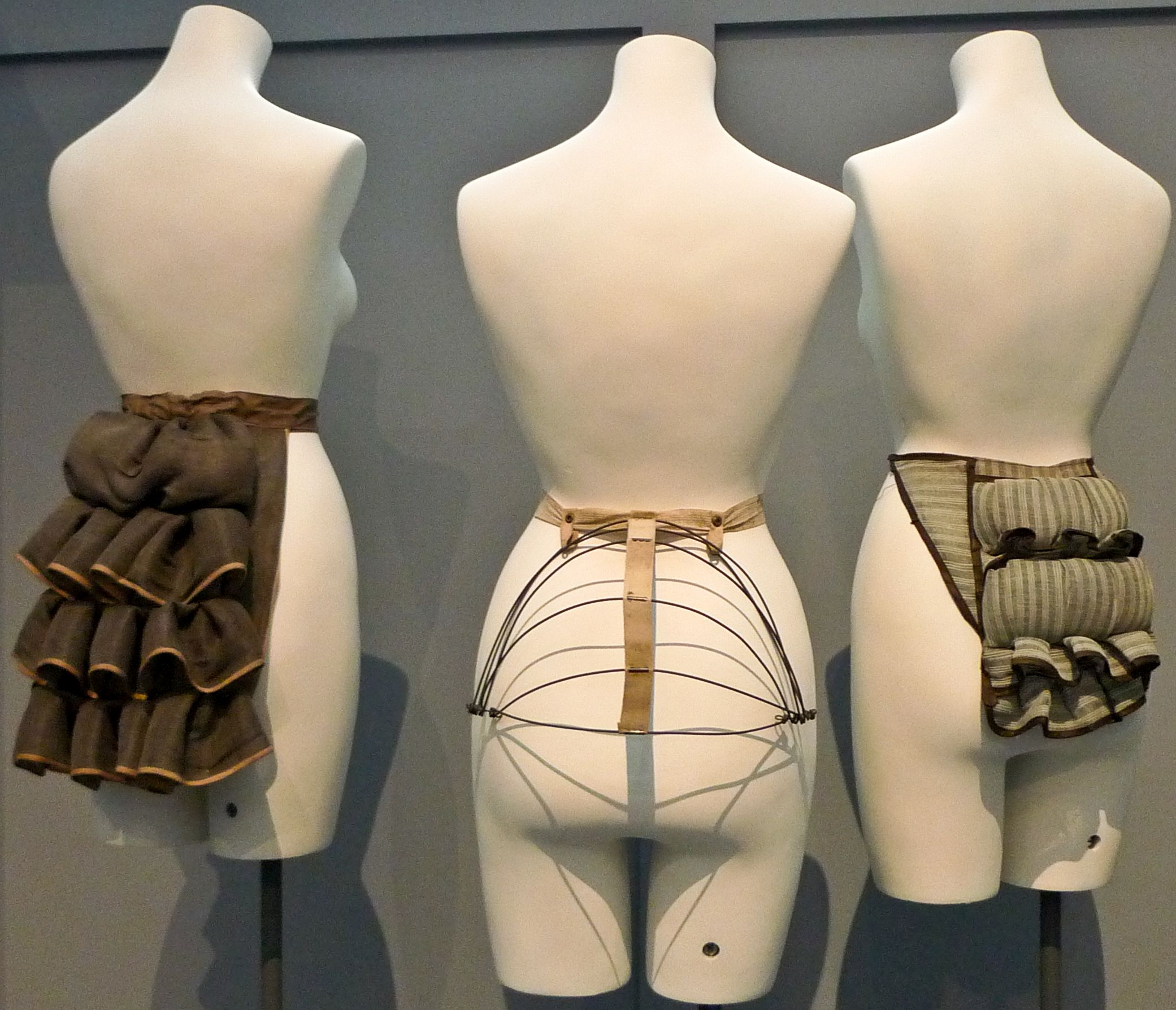
Англійські турнюри, 1875-1885

Турню́р (від фр. tournure — постава) — модна у 1870-90-х роках частина жіночого одягу, яка підкладалася під сукню нижче талії ззаду для надання фігурі пишності. Також цю назву мала широка жіноча спідниця, призначена для того, щоб носити з такою конструкцією. Турнюр є одним з найхарактерніших елементів вікторіанської моди.

Еволюція турнюра
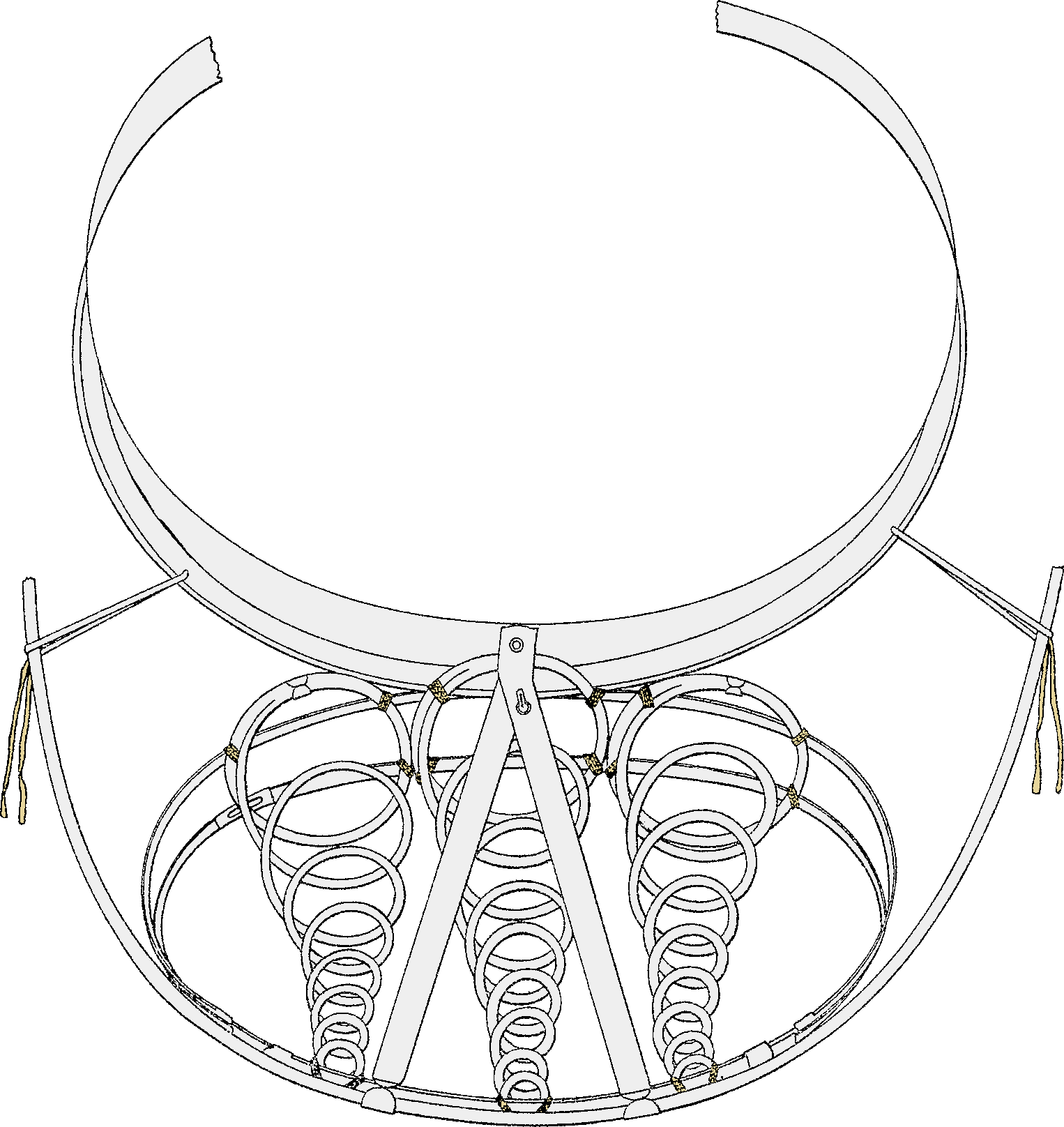
1859
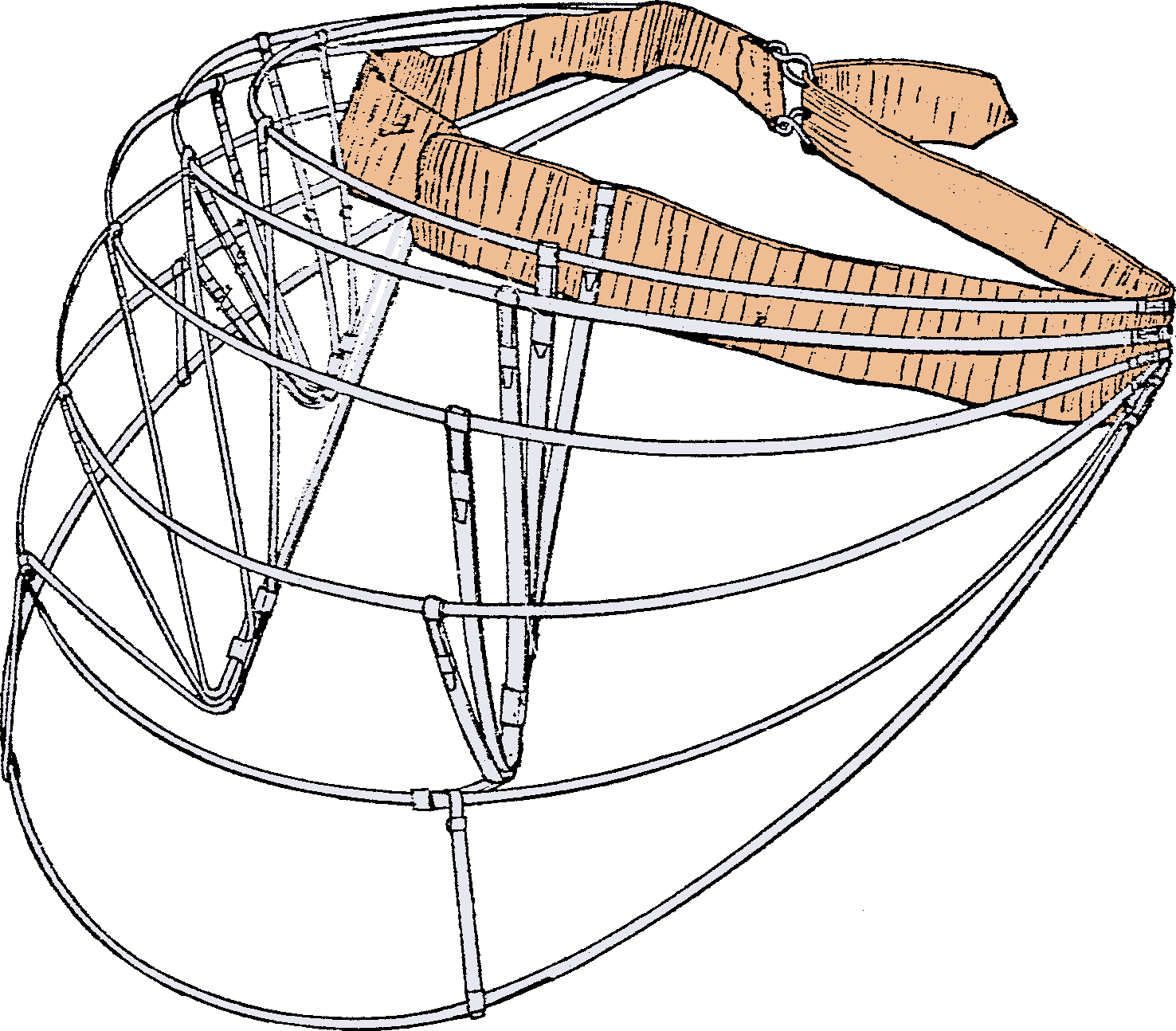
1873
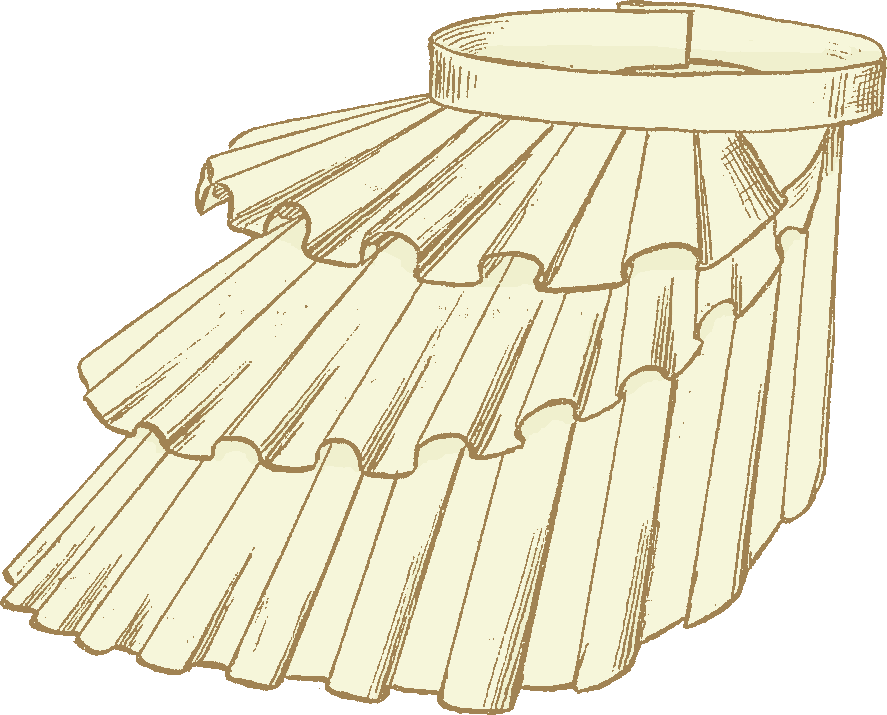
1873
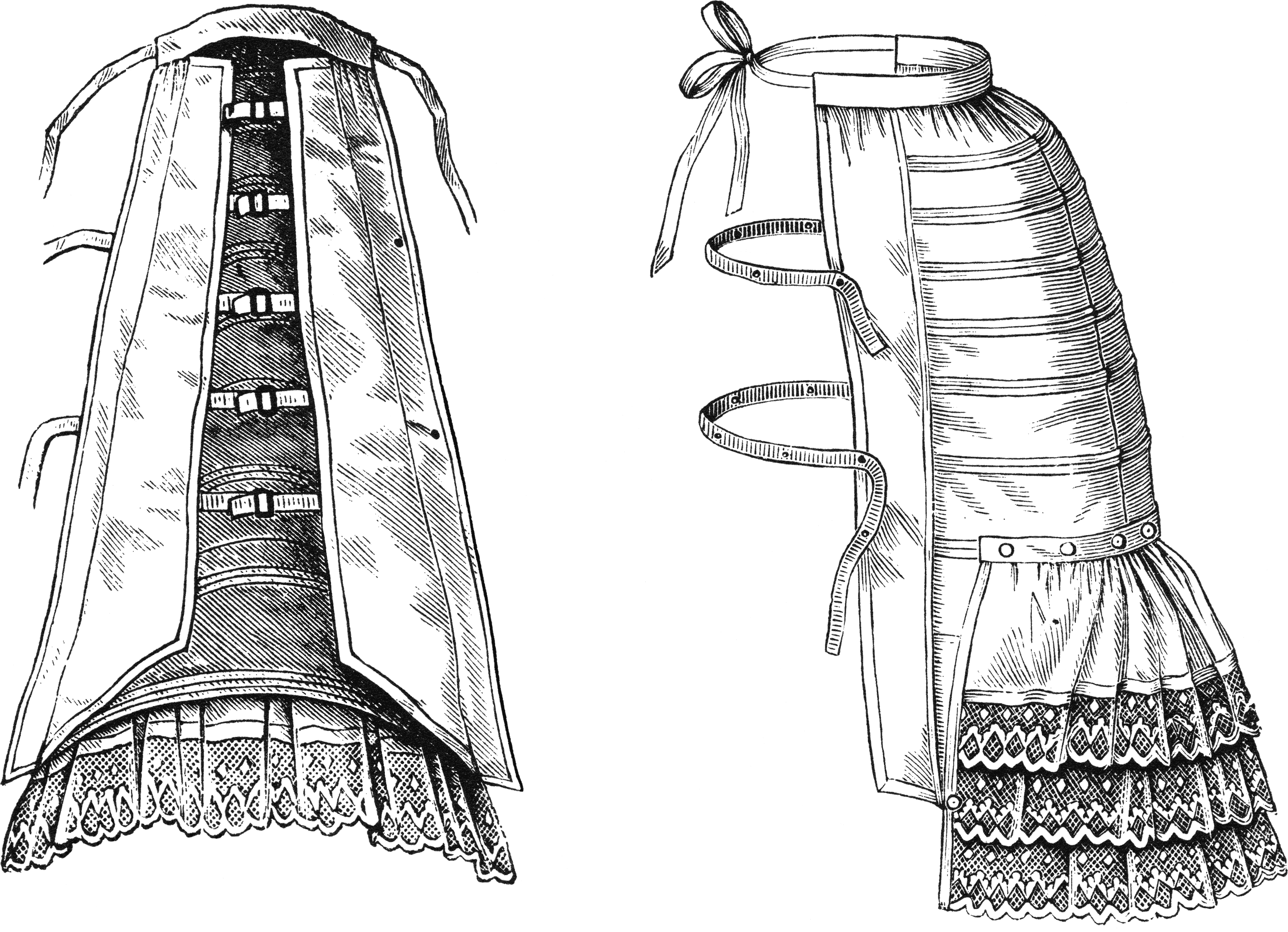
1881

Наприкінці моди на криноліни їхня форма почала змінюватися і видовжуватися назад. Так у 1860-х роках з'явилися кринолінетти — нижні спідниці у вигляді половини криноліна (задньої). Перші турнюри почали носити у 1869—1876 роках. У 1878—1882 роках були модними прямі непишні сукні, але потім турнюри знову повернулися. Спочатку турнюри були досить пологими, пізніше набули форми горба. Мода на великі турнюри закінчилася 1889 року. У 1890-х роках носили турнюри невеликого розміру. До 1905 року турнюри, а з ними і корсети, вийшли з моди остаточно.
Турнюри мали різноманітні форми, деякі з яких навіть були запатентовані:
- з залізних обручів чи дроту
- з китового вуса
- у вигляді подушечки
- у вигляді кількох шарів складчастої тканини

Сукні з турнюром
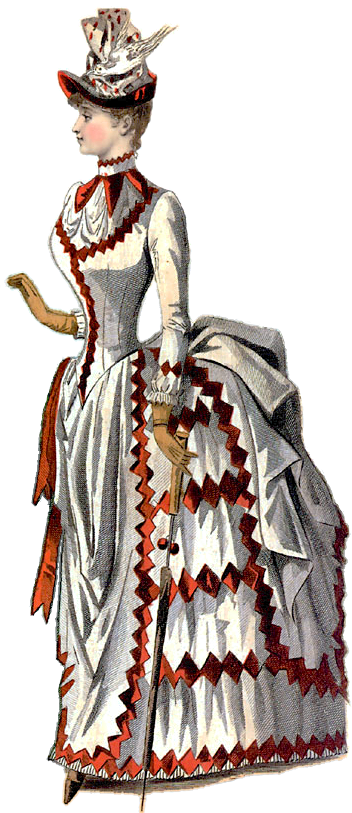
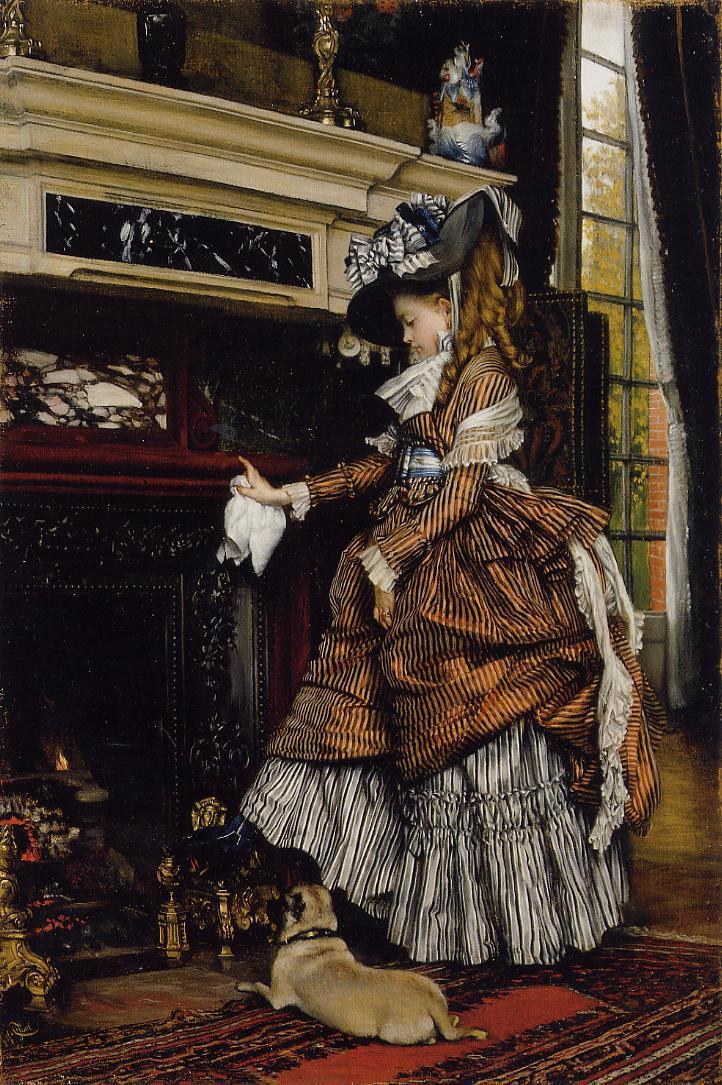
Жак-Жозеф Тіссо. Камін (1869)
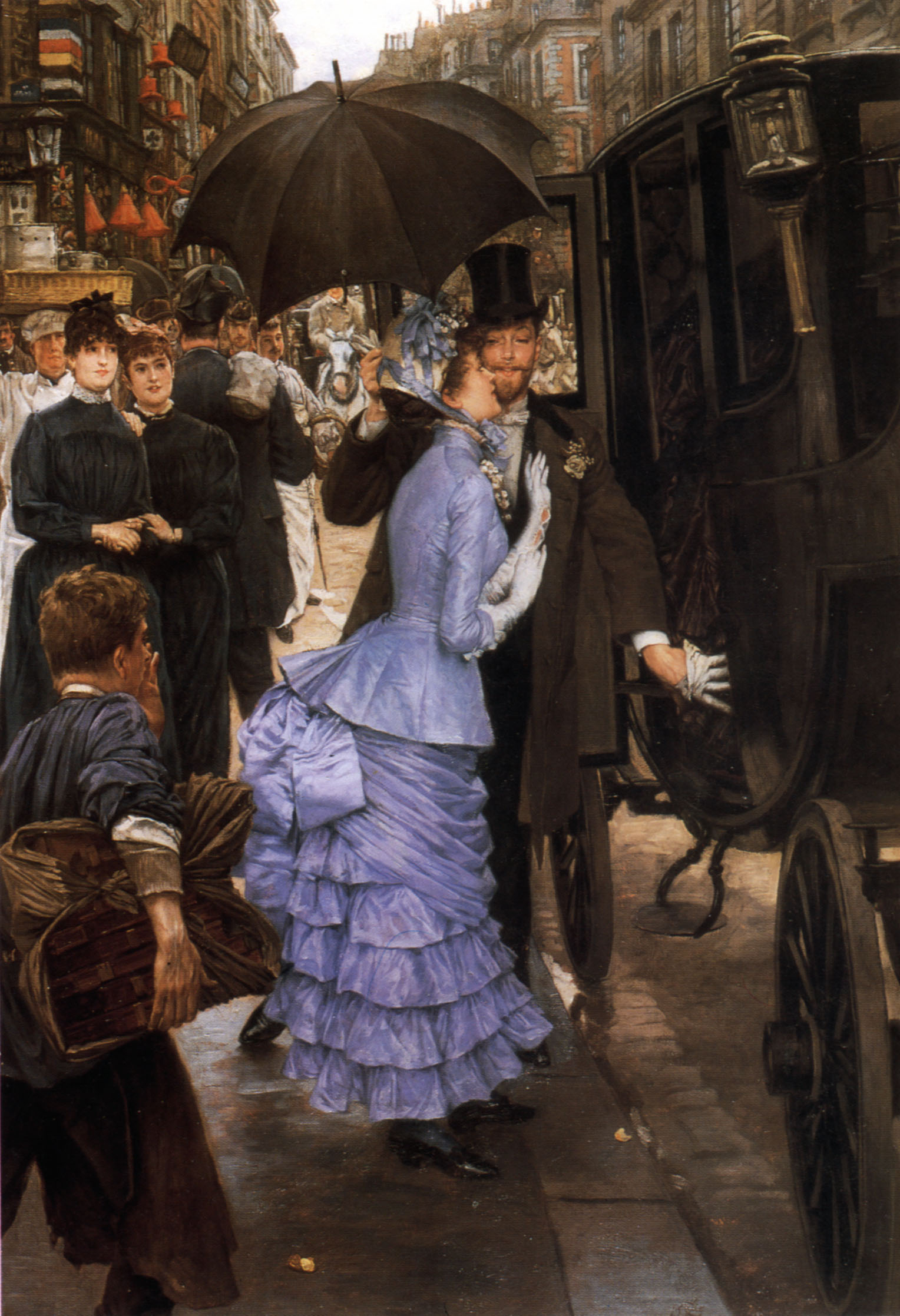
Жак-Жозеф Тіссо. Подруга нареченої (1883–1885)
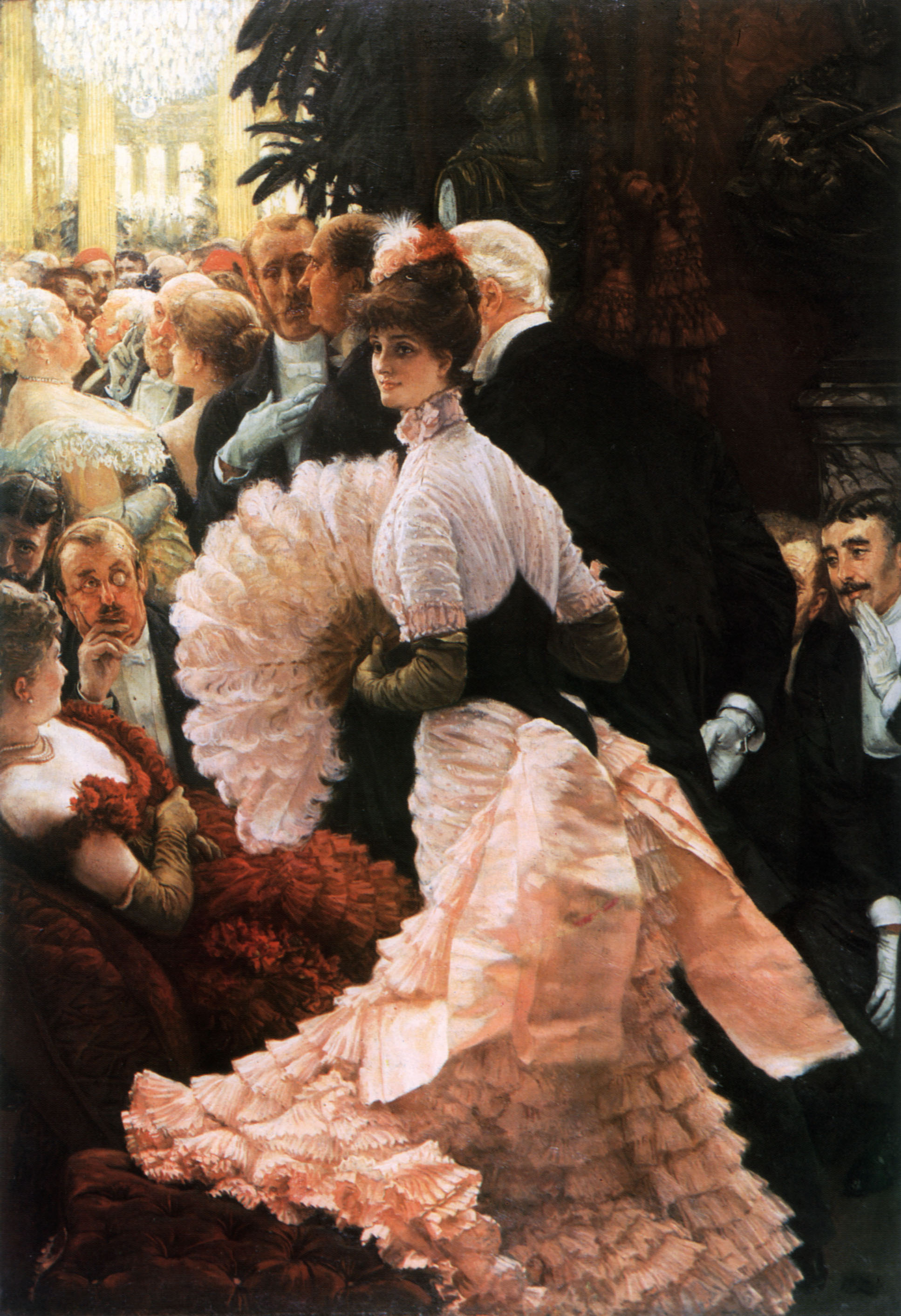
Жак-Жозеф Тіссо. Жінка з амбіціями (1883–1885)